# Jean Vavasseur-Desperriers
Pour les articles homonymes, voir Vavasseur (homonymie) et Desperriers.
Jean Vavasseur-Desperriers, né en 1945, est un historien français. Il est professeur d’histoire contemporaine à l'université de Lille-III Charles-de-Gaulle. Ses travaux portent essentiellement sur les organisations (associations, partis et réseaux) et sur les comportements politiques des différentes composantes des droites républicaines et parlementaires en France sous la Troisième République.

## Domaines de recherches
Il est l’auteur d’une biographie consacrée à Charles Jonnart qui mène en parallèle une carrière de haut fonctionnaire, d’ambassadeur, dès le début des années 1880 (en Algérie, au Vatican) et une carrière politique jusqu’à la fin des années 1920 : député puis sénateur du Pas-de-Calais (1889 et 1893), ministre (des travaux publics en 1893-1894 ; des affaires extérieures en 1913 ; du blocus et des régions libérées en 1917) et enfin de président d'un parti centriste, l’Alliance démocratique (1920-1923). Jean Vavasseur-Desperriers s’attache à définir sa culture politique en s’intéressant aux contradictions de cet homme républicain qui incarne l’idéologie du traditionalisme conservateur, l’amenant à osciller entre esprit de conservation et du progrès social, entre la défense de la liberté et celle de l’autorité. Au-delà ce parcours singulier, Vavasseur-Desperriers met à jour l’utilisation de réseaux et de structures par Jonnart afin d’appuyer ses stratégies (politique, diplomatique, etc.).
Consacrée à la Fédération républicaine durant l’entre-deux-guerres, sa thèse d’État s’attache à décrire les transformations au sein de cette formation née de la division du camp des « républicains progressistes » lors de l’affaire Dreyfus et qui se concrétise par des choix antagonistes face au Conseil présidé par Pierre Waldeck-Rousseau en 1901 : entre ceux qui le soutiennent et fondent l’Alliance démocratique (octobre 1901) et ceux qui se rangent dans l’opposition à ce gouvernement d’« union républicaine » autour de la figure de Jules Méline et qui fonderont la Fédération républicaine en 1903. Jean Vavasseur-Desperriers met en lumière la transformation de la FR qui passe d’une association de notables à un véritable parti hiérarchisé avec l’apparition de militants par l’action de son président Louis Marin (1925-1940) et l’évolution de sa doctrine politique où les caractères « modéré » et « républicain » s’effacent face à la dérive nationaliste de nombre de ses leaders, la FR devenant au cours des années 1930 une plateforme de renouvellement idéologique et d’alternative au modèle de la démocratie libérale (tel le corporatisme ) et de rencontre entre droites républicaine, nationaliste et autoritaire dont témoigne l’union avec des partis d’extrême droite, lors de la constitution du Front de la liberté (1937-1938) par exemple.
Éclairant l’organisation (dont les enjeux propres au monde parlementaire et aux luttes de pouvoir), l’idéologie, établissant une prosopographie des cercles dirigeants de la FR, le travail de Vavasseur-Desperriers - par le prisme d’une ‘histoire par le haut’ - délaisse cependant la problématique de la mise en perspective par le jeu d’échelles entre structure nationale et structures départementales et plus largement de la réalité de cette formation dans la vie politique locale comme le souligne Gilles Le Béguec lors de sa soutenance de thèse; un travers partagé par l’ensemble des travaux s’attachant aux partis des droites républicaine et parlementaire sous la Troisième République, à l’exception de celui de Jean-Claude Delbreil sur le Parti démocrate populaire.
En 2006, Jean Vavasseur-Desperriers a rédigé une synthèse sur Les Droites en France pour la collection « Que sais je ? » aux Presses universitaires de France qui permet une vision d’ensemble de cette question. En retraçant l’histoire des droites jusqu’à nos jours en huit chapitres, il reprend la tripartition devenue classique de René Rémond (les droites légitimiste, orléaniste et bonapartiste), tout en discutant de sa pertinence et de ses limites (l’effacement du courant légitimiste, la naissance de la démocratie chrétienne, le cas du Gaullisme qu’il interprète différemment, etc.). En effet, sa réflexion sur les droites le pousse à les interroger à travers leurs positionnements face à l’héritage de la Révolution de 1789, puis face à la République (1870) ainsi qu’aux valeurs du modèle républicain (dont la séparation des Églises et de l’État) et enfin face à la recomposition du politique à la Libération. Attentif aux mutations et aux recompositions au sein de ses différentes composantes (notamment pour la période de l’entre-deux-guerres), cette synthèse permet d’inclure les nouvelles approches sur les droites par la nouvelle génération de chercheurs dont Vavasseur-Desperriers fait partie après le bilan des connaissances acquises par les générations antérieures dans l’Histoire des droites en France qu’a coordonnée Jean-François Sirinelli au début des années 1990 .

## Fonctions universitaires
- Maître de conférence (1993) puis professeur des universités (1999) à l’université Lille III.
- Élu au Conseil scientifique de l’université Charles-de-Gaulle Lille III sur la liste « Innovation et solidarité ».
- Membre de l’équipe « Pouvoirs, religions, engagements, conflits » de l’Institut de recherches historiques du Septentrion (IRHIS).
- Enseignant à l’École de journalisme de Sciences Po Paris.
- Membre du comité de lecture de la Revue du Nord.
- Président du Comité historique et artistique de Béthune.

## Publications

### Ouvrages
- République et liberté : Charles Jonnart, une conscience républicaine, 1857-1927, Villeneuve-d’Ascq, Presses universitaires du Septentrion, 339p, 1996 (remaniement de sa thèse de troisième cycle : Charles Jonnart : recherches sur une personnalité politique de la IIIe République, université Lille-III, sous la direction d’Yves-Marie Hilaire, 2 volumes, 537p, 1984).
- Culture, structures, stratégies d'une organisation de la droite parlementaire entre les deux guerres : la fédération républicaine de 1919 à 1940, université Lille-3, thèse d’État sous la direction d’Yves-Marie Hilaire, 4 volumes, 914p, janvier 1999.
- La Nation, l'État et la démocratie en France au XXe siècle, Paris, Armand Colin, 297p, 2000.
- Les Droites en France, Paris, PUF – collection « Que sais je ? », 127p, 2006.

- (en collaboration avec Jean-François Sirinelli -Robert Vandenbussche), La France de 1914 à nos jours, Paris, PUF, 488p, 1993 (réédition 1995, 2004).
- (en collaboration avec Jean-François Sirinelli – Bernard Ménager), Cent ans de socialisme septentrional, Villeneuve-d’Ascq, université Charles de Gaulle Lille III, 425p, 1995.
- (en collaboration avec Annie Crépin – Éric Bussière – Yves-Marie Hilaire – Annette Becker), Deux mille ans du Nord-Pas-de-Calais, tome 2, De la Révolution au XXIe siècle, Lille, Voix du Nord, 247p, 2002.

### Sélections d’articles et de contributions
- « L'implantation locale d'un grand notable du Pas-de-Calais, Charles Célestin Jonnart (1857-1927) », p.907-927, Revue du Nord, tome LXXII, 1990.
- « La réception de l'encyclique rerum novarum dans la presse du Nord », p.291-302, Revue du Nord, tome LXXIII, avril-septembre 1991.
- « Le Nord, l’amour de la culture politique », p.87-94, Vingtième Siècle. Revue d’histoire, n°44, 1994.
- « La Fédération républicaine, Louis Marin et l'idée de paix pendant l'entre-deux-guerres », dans Robert Vandenbussche et Michel (dir.), L’idée de paix en France et ses représentations au XXe siècle, 2001.
- « « Préfets et élus : le cas d’un grand notable, Charles Jonnart », p. 303-314, dans Intendants et préfets dans le Nord-Pas-de-Calais, Arras, Artois Presses Université, 2002.
- « Les tentatives de regroupement des droites dans les années trente », p.61-71, Annales de Bretagne et des pays de l’Ouest. Anjou. Maine. Poitou. Touraine, tome 109, n°3, 2002.
- (contributions dans) Jean-François Sirinelli (dir.), Dictionnaire historique de la vie politique française au XXe siècle, PUF -collection « Quadrige Dicos Poche », 1254 pages, 2003.
- « Mise en sommeil et disparition : la Fédération républicaine de 1940 à 1946 », dans Gilles Richard et Jacqueline Sainclivier (dir.), La Recomposition des droites en France à la Libération 1944-1948, 2004.
- « De la présence à la distance: les milieux d’affaires et la Fédération républicaine », dans Hervé Joly (dir.), Patronat, bourgeoisie, catholicisme et libéralisme. Autour du Journal d’Auguste Isaac, Larhra, 2004.